# میرهادی قره‌سید رومیانی
میرهادی قره سید رومیانی، نماینده اصولگرا تبریز، اسکو، آذرشهر در مجلس نهم بود. وی متولد سال ۱۳۵۴ در آذرشهر است. مدرک دیپلم را در رشته ریاضی و فیزیک اخذ کرد و بعد از گرفتن مدرک لیسانس علوم قضایی از دانشگاه علوم قضایی تهران، موفق به اخذ کارشناسی ارشد رشته حقوق بین‌الملل و اخذ دکتری در رشته حقوق خصوصی  از دانشگاه مفید قم شد.
وی دیپلم تومر را از دانشگاه آنکارا ترکیه گرفت و پس از گذران سطوح پایه دروس حوزوی دو سال نیز به فراگیری درس خارج پرداخت.
وی قبل از ورود به مجلس شورای اسلامی سمتهایی همچون سرپرست اداره کل حقوقی قوانین و تدوین شورای نگهبان، عضو اصلی محکمه حکمیت فدراسیون فوتبال،سرپرست امور بین الملل محاکم عمومی و انقلاب تهران برعهده داشته است.
وی استخدام رسمی قوه قضاییه است و در دادگستری کل تهران مشغول فعالیت می‌باشد. میرهادی قره‌سید رومیانی در سال ۱۳۹۰ به عنوان نماینده اصولگرا در دور دوم و با حمایت مردم آذرشهر و به مجلس شورای اسلامی راه یافت. او در انتخابات دوره نهم مجلس شورای اسلامی با کسب % ۴۰٫۰۹ آرا از ۱۲۵٬۴۷۱ رای اخذ شده به مجلس راه یافت.

## سازمان میراث فرهنگی صنایع دستی گردشگری
وی در تاریخ هفدهم آذر ۱۳۹۵ در حکمی از سوی دکتر زهرا احمدی پور، معاون رئیس جمهور و رئیس سازمان میراث فرهنگی، گردشگری و صنایع دستی در دولت تدبیر و امید به عنوان معاون امور پارلمانی، حقوقی و استان‌های این سازمان انتخاب و به این طریق وارد قوه مجریه شد.
وی در سمت معاونت پارلمانی سازمان میراث فرهنگی برای گنجاندن نام گردشگری در برنامه ششم توسعه کشور و اعلام رسمی این موضوع که نظام جامع گردشگری کشور باید با کمک بخش خصوصی تدوین شود فعالیت کرد.
وی در ۳۱ تیرماه ۱۳۹۶ در پی برکناری مرتضی رحمانی موحد، به عنوان سرپرست معاونت گردشگری سازمان میراث فرهنگی منصوب شد.

## وزارت دادگستری
۵ آذرماه ۱۳۹۶ در حکمی توسط علیرضا آوایی (وزیر دادگستری دولت دوازدهم) به معاون حقوقی و امور مجلس وزارت دادگستری منصوب شد.
وی در ۲۲ آذر ۱۳۹۶ نوسط  سید علیرضا آوایی با حفظ سمت به عنوان سرپرست معاونت مالکیت فکری این وزارتخانه نیز منصوب شده بود.
قره سید رومیانی با حکم وزیر دادگستری با حفظ سمت به عنوان دبیرمرجع ملی کنوانسیون سازمان ملل متحدد برای مبارزه با فساد منصوب شد.

## وزارت تعاون،کار و رفاه اجتماعی
۸ آذرماه ۱۳۹۷ در حکمی توسط محمد شریعتمداری(وزیر تعاون،کار و رفاه اجتماعی دولت دوازدهم)به معاون حقوقی،امور مجلس و استانهای این وزارتخانه منصوب شد.شریعتمداری اختیارات در حوزه معاونت را به وی تفویض کرد و از همه مدیران ستاد و صف خواستار همراهی و هماهنگی کامل با وی شد.

## وزارت ورزش و جوانان
۲۶ آذرماه ۱۴۰۱ در حکمی توسط حمید سجادی(وزیر ورزش و جوانان دولت سیزدهم)به عنوان معاون حقوقی،امور مجلس و استانهای این وزارتخانه منصوب شد.

## آثار
وی کتاب حقوقی «جبران خسارت در مرگ‌های خطایی» با مطالعه تطبیقی در حقوق ایران و ایالات متحده آمریکا را تالیف و در ۲۰ مهر ۱۳۹۹ این کتاب توسط انتشارات مجد به بازار عرضه شد.